# Carboxihemoglobina
La carboxihemoglobina (COHb) és un complex químic estable del monòxid de carboni (CO) i l'hemoglobina que es forma en els glòbuls rojos de la sang quan s'inhala monòxid de carboni o aquest es produeix en el metabolisme normal. Fumar tabac, per la inhalació de monòxid de carboni, eleva els nivells de COHb diverses vegades sobre el nivell normal.
El monòxid de carboni presenta una afinitat 240 vegades més gran que l'oxigen per l'hemoglobina, a la qual desplaça amb facilitat. Per aquesta afinitat hi ha una formació progressiva de COHb; aquesta formació depèn del temps que duri l'exposició al CO, de la concentració d'aquest gas en l'aire inspirat i de la ventilació alveolar.
El CO és tòxic perquè en formar-se la carboxihemoglobina, aquesta ja no pot captar l'oxigen. Sovint la intoxicació per monòxid de carboni s'inclou com una forma d'hipòxia anèmica perquè hi ha deficiència d'hemoglobina disponible per a transportar oxigen.
Els símptomes per intoxicació per CO són com els de qualsevol hipòxia, en especial cefalea i nàusees, però hi ha poca estimulació de la respiració. El color brillant roig cirera de la COHb provoca que no es presenti cianosi. La mort per aquesta causa, que en termes mèdics rep el nom de carboxihemoglobinèmia, o d'enverinament per monòxid de carboni. es produeix quan del 70 al 80 % de l'hemoglobina circulant es converteix en COHb. Els símptomes causats per l'exposició crònica a concentracions no letals de CO són els de dany cerebral progressiu, que inclou canvis mentals i de vegades un estat similar a la de la malaltia de Parkinson.

## Monòxid de carboni produït de manera natural en el metabolisme
En biologia el monòxid de carboni es fa per l'acció de l'hemoxigenasa de la degradació de l'hemoglobina.
Des de 1993 se sap que el monòxid de carboni és un neurotransmissor normal, a més de ser un dels tres gasos que modulen les respostes inflamatòries.

## Blibliografia
- Ganong, William F. Fisiología médica. 20ª ed. México: Editorial Manual Moderno, 2006.